# Shelby (Nebraska)
Shelby – wieś w Stanach Zjednoczonych, w stanie Nebraska, w hrabstwie Polk.